# Campeonato de la República Dominicana de Ciclismo en Ruta
La Carrera de Carretera de República Dominicana se celebran anualmente para decidir los campeones nacionales de ciclismo en la disciplina de la carrera de carretera, en varias categorías. Este evento acerca del Campeonato Dominicano de Ciclismo en Carretera, es organizado por la Federación Dominicana de Ciclismo.

## Hombres
| Año  | Oro             | Plata                   | Bronce               | Ref         |
| 2006 | Stalin Quiterio | Ramón Merán             | Euris Vidal          | [ 1 ]       |
| 2007 | Ismael Sánchez  | Jorge Cordero           | Euris Vidal          | [ 2 ]       |
| 2008 | Wendy Cruz      | Jorge Cordero           | Elvis Colón          | [ 3 ]       |
| 2010 | Deivy Capellán  | Rodny Minier            | José Frank Rodríguez | [ 4 ]       |
| 2012 | Braulio García  | José Frank Rodríguez    | Ismael Sánchez       | [ 5 ] [ 6 ] |
| 2013 | Diego Milán     | José Frank Rodríguez    | Kelvin Pujol         | [ 7 ]       |
| 2014 | Diego Milán     | Adderlyn Cruz           | Norlandy Tavera      | [ 8 ]       |
| 2015 | Norlandy Tavera | Diego Milán             | Wendy Cruz           | [ 9 ]       |
| 2016 | Juan José Cueto | Anthony Rodríguez Morel | William Guzmán       | [ 10 ]      |
| 2017 | Ismael Sánchez  | William Guzmán          | Rafael Merán         | [ 11 ]      |

### U23
| Año  | Oro                | Plata              | Bronce           | Ref          |
| 2007 | Erizon Peña        | Roger Stantlin     | Norlandy Tavera  | [ 2 ]        |
| 2008 | Adderlyn Cruz      | William Guzmán     | Victor Rojas     | [ 12 ] [ 3 ] |
| 2010 | José Payano        | Jordalis Hernández | Adderlyn Cruz    | [ 4 ]        |
| 2012 | William Guzmán     | Carlos Valdez      | Ismael Collado   | [ 13 ]       |
| 2013 | Anthony Rodríguez  | Ismael Collado     | Juan José Cueto  | [ 7 ]        |
| 2014 | Anthony Rodríguez  | Juan José Cueto    | Josiel Rodríguez | [ 8 ]        |
| 2015 | Emmanuel Fernández | Leonardo Mazara    | Arturo Galiza    | [ 9 ]        |
| 2016 | Emmanuel Nuñez     | Welington Canela   | Michel Johnson   | [ 14 ]       |
| 2017 | Robinson Paulino   | Francisco Muñoz    | Erick Martínez   | [ 15 ]       |

## Mujeres

### Élite
| Año  | Oro                 | Plata               | Bronce             | Ref    |
| 2007 | Juana Fernández     | Cesarina Ballenilla |                    | [ 2 ]  |
| 2008 | Juana Fernández     | Ana Gómez           | Anne Guzman        | [ 3 ]  |
| 2014 | Juana Fernández     | Natasha Méndez      | Ana González       | [ 8 ]  |
| 2015 | Cesarina Ballenilla | Virginia Echavarria | Stephany Contreras | [ 9 ]  |
| 2016 | Cesarina Ballenilla | Juana Fernández     | Natasha Méndez     | [ 14 ] |
| 2017 | Cesarina Ballenilla | Juana Fernández     | Gina Figueroa      |        |